# Infernal Torment
Infernal Torment var et silkeborgensisk dødsmetal-band, som blev dannet i 1992 og opløst i 1999.

## Historie
Infernal Torment indspillede to demobånd, Incapability on the Cross (1993) og Instincts (1994), før de udgav deres to eneste albums, Man's True Nature (1995) og Birthrate Zero (1997). Navnlig Man's True Nature gik hen og blev en omtalt udgivelse. For det første fordi det originale cover til udgivelsen blev censureret pga. stødende grafisk materiale, og for det andet på grund af Infernal Torments banebrydende spillestil.
Infernal Torment kendetegnedes ved at spille i et - for den tid - usædvanligt højt tempo indenfor dødsmetal samt for deres vulgære, brutale og meget provokerende tekster.
Infernal Torment medvirkede i dokumentarfilmen Headbang i Hovedlandet (1997) af Niels Arden Oplev.
Bandet blev opløst i 1999.

## Medlemmer
De oprindelige medlemmer var:
- Scott Jensen (vokal) – nu forsanger i metalbandet Dawn of Demise
- Jakob Hansen (guitar) – nu guitarist i metalbandet Illdisposed
- Martin Boris (trommer)
- Frank Sørensen (guitar)
- Kim Jespersen (bas)

Senere medlemmer:
- Steffan Larsen (bas)
- Poul Winther (guitar)
- Hans-Henrik Kristensen (trommer)
- Kenny Nielsen (vokal)
- m.fl.

## Diskografi
Demoer
- 1993: Incapability on the Cross
- 1994: Instincts

Studiealbums
- 1995: Man's True Nature
- 1997: Birthrate Zero